# Raperski dom Runa
Raperski dom Runa – amerykańskie reality show, opowiadające o losach rapera Josepha „Runa” Simmonsa, byłego członka zespołu Run-D.M.C., i jego rodziny. Poznajmy kulisy życia prywatnego muzyka, nagrywającego płytę, którą zamierza powrócić do świata show-biznesu. Run żyje w dużym i stylowym domu, ma żonę, trójkę synów i trzy córki. Jeden z nich chce zostać nowym Michaelem Jordanem, drugi następnym Johnem Singletonem a trzeciemu marzy się kariera rapera. Jedna z córek właśnie podpisała kontrakt z agencją modelek Ford.